# إبراهيم صالح الحسيني
إبراهيم صالح بن يونس بن محمد بن يونس بن إبراهيم الحسيني (بالإنجليزية: Ibrahim Saleh Al-hussaini)‏، ولد ليلة السبت الثالث عشر من مايو 1938 م في عريديبة وهي قرية من قرى ولاية برنو – نيجيريا.

## نشــأته
لقد نشأ في كنف والده الشيخ محمد الصالح الحسينى فحرص على تربيته منذ الصغر واجلاسه إلى جنبه حتى في وقت إقرائه، أكمل دراستة الأولية في المعاهد الإسلامية العليا بنيجيريا.

## رحلته في طلب العلم
بدأ قراءة القرآن الكريم على والده الشيخ محمد الصالح الحسينى الذي عليه مدار القراءة والإقراء في تلك البلاد وقد كان حاد الذكاء لدرجة انه كان يحفظ السورة بأكملها عندما يرتلها والده في أثناء تهجده أو أثناء إقرائه التلاميذ وقد لزم والده حتى توفى أوصى به إلى تلميذه المقرئ المجود القونى بن حامد الحامدي أحد المجودين ولزمه حتى تعلم منه القراءة والرسم ثم بعد ذلك التحق بعدة زوايا قرآنية لتجويد القرآن الكريم وإتقانه منها:
1. زاوية الشيخ المقري القوني جده للقرآن الكريم وعلومـه في غلمبا.
2. زواية الشيخ القونى عبد الله الفضالى للقرآن الكريم وعلومه في ميدغري.

وبعد أن حفظ القرآن الكريم وجوده التحق بمعهد العلامة الفقيه المحدث الشيخ الإمام محمد بن محمد المصطفى العلوي الشنقيطي زيل برنو فدرس عنده الفقه والأدب العربي والنحو والحديث ثم بدأ يزور العلماء في ولاية برنو بقصد تلقى مختلف فنون العلم، حتى برز في علوم القرآن والتفسير والحديث وعلومه والنحو وعلوم اللغة والفقه وأصوله والسيرة والمنطق والفلسفة والتاريخ. وقد ساعده في ذلك جده واجتهاده وبحثه المتواصل ولم يغادر ميدغرى إلا بعد أن اطمأنت نفسه إلى ماحصله من تلك العلوم. ثم بعد ذلك خرج من ميدغرى فاتصل بأكابر العلماء في نيجيريا أجازوه إجازات علمية تامة عامة وكذلك اتصل بكثير من علماء العالم الإسلامي في شتى بلدان العالم الإسلامي كالحرمين الشريفين ومصر والمغرب والهند وباكستان والسنغال والنيجر والسودان وغيرها وقد أجازوه أيضاً في مختلف العلوم الإسلامية منهم على سبيل المثال:
1. الشيخ حسن إبراهيم الشاعر شيخ القراء وعضو رابطة العلماء بالمدينة المنورة في القراءات العشر، شهادة في القراءاة العشر.
2. الشيخ أبو بكر عتيق الكنوي، أجازه إجازات متعددة ومتنوعة.
3. شيخ الإسلام الحاج إبراهيم بن عبد الله نياس الكولخى، أجازه إجازات متعددة ومتنوعة.
4. الشيخ خليفة على سيس بن الحسن.
5. الشيخ الحجة الحافظ علوي بن عباس المالكي في علوم الحديث والفقه.
6. الشيخ العارف بالله المحدث الثقة محمد الحافظ بن سالم عبد اللطيف بن سالم التجانى المصري.
7. الشيخ الحاج أحمد بن على أبى الفتح اليرواوى.
8. العلامة الشيخ محمد زكريا الكاندهلوى، شيخ الحديث.
9. الشيخ المحدث المجاهد نور أحمد البرمى مدير الدعوة والإرشاد في هيئة مؤتمر العالم الإسلامي بباكستان.
10. الشيخ محمد بن الأمين الاغلالى أمير أهل ابلغ من أقاليم النيجر.
11. الشيخ محمد بن محمد الشنقيطى.
12. الشيخ الفاضل محمود خليل الحصرى شيخ المقارئ المصرية في القراءات العشر.
13. الشيخ مجذوب مدثر الحجاز السودان.

وغير هؤلاء العشرات من اجلة العلماء أيضا أجازوه إجازات شاملة وقد أوردهم جميعا في كتابه المسمى الاستذكار لما لعلماء كانم برنو من الآثار والأخبار.

## دوره في مجال التعليم والتدريس
لقد ظل الشيخ منذ عام 1970م يلقى دروسا في جميع العلوم الإسلامية، منها:-
1. تفسير القرآن الكريم، وقد ختمه أكثر من مرة بلغة الهوسا لأعضاء الحكومة الفدرالية في رئاسة الجمهورية في لاغوس.
2. الحديث وقد درس فيه كتب عديدة كالبخاري ومسلم وغيرها من الأمهات ورياض الصالحين.

أما بقية العلوم الإسلامية كالفقه وأصوله والأخلاق وغيرها فلا زال يدرسها ويؤم دروسه أكابر العلماء وقد تخرج الكثير وينتشرون الآن في كثير من بلدان العالم الإسلامي ومنهم الشيخ موسى عبد الله حسين والشيخ محمد آدم القونى والشيخ عبد الرحمن والشيخ آدم على والشيخ نصر يوسف وغيرهم.

## مؤلفاته
زادت مؤلفات الشيخ إبراهيم صالح الحسينى على بضع مئات الكتب منها ما هو مطبوع ومنها ما هو مخطوط وقد تناولت هذه الكتب عدة مجالات منها قواعد تفسير القرآن الكريم وعلوم الحديث، والفقه وأصول الفقه، ومصطلح الحديث والمواريث، وقد كتب أيضا في البلاغة والنحو. والسيرة والتاريخ والاقتصاد والمنطق والتصوف الإسلامي وفي نقد المذاهب المادية القديمة والمعاصرة وغيرها من الموضوعات التي تمس حياة المسلم المعاصر، فمن مؤلفاته:

## بعض المؤلفات المطبوعة
1. الإسلام وحياة العرب في إمبراطورية كانم برنو (مطبعة البابى الحلبى 1976).
2. المغير على شبهات أهل الأهواء وأكاذيب المنكر على كتاب التكفير (بيروت 1986م).
3. التكفير اخطر بدعة تهدد الوحدة بين المسلمين في نيجيريا (مطبعة البابى الحلبى القاهرة، 1982م) و(السودان 1984 و 1990م).
4. الأبعاد التاريخية (مطبوع، نيجيريا 1993م).
5. الجهاد في الإسلام (مطبوع نيجيريا 1993م والسودان 1994م).
6. الإسلام والتعايش السلمى بين الشعوب (مطبوع نيجيريا 1994م).
7. الزكاة في الإسلام (مطبوع لاهور باكستان 1989م).
8. إتمام المنة في أن الدعاء دبر الصلاة هو السنة (مطبوع نيجيريا 1993م).
9. الإعلام بصفات أهل الولاية الأعلام (مطبوع نيجريا 1996م).
10. العدة الموجهة إلى القونى جدة (مطبوع نيجيريا 1982م).
11. ميزان التفاوت بن التواضع والتماوت (مطبوع نيجيريا 1994م).
12. ضرورة التعامل مع البنوك (مطبوع نيجيريا 1993م والسودان 1994م).
13. التصوف الإسلامي ودوره في حماية مقومات بناء الأمة الإسلامية (مطبوع القيادة الشعبية الإسلامية العالمية ليبيا، 1995م).
14. النهج الحميد (مطبوع البابى الحلبى القاهرة، 1975م والسودان 1978م).
15. حقيقة الطريقة التجانية
16. الحساب الفلكى لتحديد بداية الأهلة والسنين البسيطة والكبيسة

## بعض المؤلفات المخطوطة
1. 	المصفى من أحاديث المصطفى.
2. 	الفاصل بن الحق والباطل.
3. 	الكافى في علم التزكية - أربعة أجزاء.
4. 	الاستذكار لما لعلماء كانم برنو من الآثار والأخبار.
5. 	الإسلام ضد الخرافة.
6. 	الإسلام وآراء المحرفين العصريين.
7. 	المختصر في مناقب حملة علم الأثر.
8. 	الإسلام والتاريخ العصر الجزء الأول والثاني.
9. 	الحجاب في الإسلام.
10. 	الفتاوى الحسينية الجزء الأول والثاني والثالث.
11. 	العبرة بحديث الأصم والمجنون والهرم والميت في الفترة.
12. 	المنطـق.
13. 	الخبر الدال على وجود القطب والأوتاد والنجباء والابدال.
14. 	القول الوحيد في صحة وقوع الاختلاف في العهدين القديم والجديد.
15. 	الإسلام والعرب في أفريقيا الاستوائية ونيجيريا.
16. 	الصيام الدائم في حضرة المجالس الإلهية في مقعد صدق عند مليك مقتدر.
17. 	التصوف بين خصومه وأصدقائه.
18. 	الفتوحات الأحمدية.
19. 	الفتوحات المحمدية.
20. 	القول المعقول في زكاة الحبوب والثمار والفواكة والبقول.
21. 	الأربعين في التوجهات النبوية.
22. 	حقائق الأعيان الوجودية
23. 	سيرة النبي الأعظم.
24. 	القرب الإلهي.
25. 	الكنوز الإلهية في فضل السور والآيات القرآنية
26. 	الحج خامس أركان الإسلام.
27. 	أحكام الحج على ضوء الكتاب والسنة.
28. 	السلام العالمي والإسلام.
29. 	كشف المجهلة في بيان المقتول بالاسولة.
30. 	إرشاد الإخوان إلى أن النفس أضر من الشيطان.
31. 	إرشاد المريد إلى مقامات التجريد.
32. 	كتاب القنوت.
33. 	الجواهر واليواقيت في علمى الهيئة والموقيت.
34. 	كتاب رحلة جابر بن عبد الله.
35. 	الرياح اللواقح والاناصيب المرابح.
36. 	لسان الايمان المعبر عن شعورى بالسودان.
37. 	رجم أهل الكنائس في تبرئة عيسى من أهل التثليث والدسائس.
38. 	تاريخ البداية ومنهاج أهل السنة والولاية.
39. 	رسالة كشف اللبس عن حديث معرفة النفس.
40. 	مكانة القرآن والسنة في الفقه الإسلامي.
41. 	منهاج الرشاد في ذم الرأى والتقليد في الاعتقاد.
42. 	نهج أهل التحقيق في أصول الطريق.
43. 	جبر الراش في أن الولد للفراش.
44. 	كشف الغطاء عن الحكم بين النساء.
45. 	كشف الضباب بنصائح الأحباب.
46. 	كشف الحجب والأستار لسالكى المحجة الاخيار.
47. 	ضياء الساهور في علم دهر الدهور، حقائق فلسفية.
48. 	قصيدة ماء العيون.
49. 	نور العين في إصلاح ذات البين.
50. 	نواظر الجواهر المستخرج من آى الكتاب الطاهر.
51. 	سعادة المعتقد وشقاوة المنتقد.
52. 	شموس الإشراق والأشواق.
53. 	رسالة إلى كافة الإخوان القائمين بالدعوة في سبيل الله.
54. 	حقن أباطيل طوائف التكفير.
55. 	برج المراقبة.
56. 	تحقيق البيان في بيان الجنة والنار.
57. 	تحقيق المسألة والبرهان.
58. 	تاريخ الحركة الإسلامية في غرب أفريقيا.
59. 	رسائل سنن الأولين ثلاثة أجزاء.
60. 	تحفة الأطفال في النحو.
61. 	الإسلام والتوجهات السيا سية بنيجيريا 1999م
62. 	صيانة العقول بين الاتحاد والحلول.
63. اليواقيت في علمي الهيئة والمواقيت في علم الفلك
64. 	كتاب القول المبين المستخرج من كلام رب العالمين.
65. 	كتاب تيسير الطريق لمن خص بالتوفيق.
66. 	كتاب الرياضة العريضة 4 أجزاء.
67. 	العلماء والتوجهات السياسية بنيجيريا 1999
68. 	أزمة الخليج أثرها على العالم الإسلامي.1990
69. 	نور اليقين في الدعوى إلى رب العالمين، في الدعوة.
70. 	كتاب الأنوار الساطعة في الحث والتحريض على طلب العلوم النافعة.
71. 	الإسلام والتعايش بين الأديان بجث مقدم للمؤتمرالعاشر بالقاهرة 1998م
72. الوظيفة الاجتماعية للمال في الإسلام «الاكتساب والإنفاق» بحثاً مقدم للمؤتمر العام الحادي عشر بالقهرة 1999م
73. بحثاً مقدم بعنوان Reform as tool of Development 1996 إلى VISION 2010 أي الرؤية المستقبلية لنيجيريا سنة 2010م.
74. 	الاقتصاد في تصحيح قواعد الاعتقاد 4 اجزاع

## أعماله ومناصبه
1. 	مؤسس ومرشد منظمة النهضة الإسلامية منذ 1957م.
2. 	عضو لجنة المدارس القرآنية 1963-1968م.
3. 	عضو لجنة الشورى الإسلامية لشمال نيجيريا 1965م.
4. 	رئيس لجنة شئون الزكاة في جماعة نصر الإسلام.
5. 	مستشار الحكومة الفدرالية في الشئون الإسلامية منذ 1992م.
6. 	عضو هيئة كبار العلماء في نيجيريا.
7. 	رئيس إدارة مجلس تحفيظ القرآن في ولاية برنو منذ عام 1986م.
8. 	عضو هيئة الدعوة والإرشاد في ميدوغرى منذ 1976م.
9. 	رئيس هيئة الإفتاء بالمجلس الأعلى للشئون الإسلامية لعموم نيجيريا، منذ 1992م.
10. 	مستشار عام في شئون العقيدة الإسلامية لكلية الكانمى منذ عام 1974م.
11. 	مراقب كلية معلمى اللغة العربية في برنو 1977م.
12. 	رئيس مجلس إدارة كلية الشريعة والقانون 1984 - 1989م.
13. 	رئيس مجلس إدارة شئون الحج في برنو 1989- 1992م.
14. 	عضو مجلس أمناء وكالة العالم الثالث للإغاثة، كانو، بعثة نيجيريا.
15. 	الأمين العام المساعد للشئون الأفريقية في القيادة الشعبية الإسلامية العالمية 1989م. عضو المجلس الأعلى لـمؤسسة محمد السادس للعلماء الأفارقة.

## البعثات والمهام الحكومية التي كلف بها
1. 	عضو لجنة المصالحة في النزاع الأهلي الذي حدث بمدينة باما النيجيرية 1989م.
2. 	عضو لجنة الحكومة الفدرالية في اجتماعات الصلح بين الفصائل المتحاربة في تشاد - كانو- تشاد.
3. 	عضو لجنة الحكومة الفدرالية في اجتماعات الصلح بين الحكومة السودانية والحركة الشعبية لتحرير السودان، أبوجا1992م.
4. 	مستشار بلجنة الشئون الدينية، لحكومة نيجيريا الفدرالية 1987م.
5. 	عضو وفد الحكومة الفدرالية إلى السودان والمغرب والسنغال 1995م.
6. 	عضو وفد الحكومة الفدرالية إلى المغرب نوفمبر 1996م.
7. 	عضو وفد الحكومة الفدرالية إلى السعودية لرفع حظر الحج عن المسلمين النيجيريين أغسطس 1996م.
8. 	عضو برنامج التنمية الاقتصادية (VISION 2010) أو رؤية سنة 2010م. نيجيريا وهو برنامج يضم مائة وسبعين عضواً من كبار المفكرين والاقتصاديين والإداريين والقانونيين وعلماء الاجتماع والسلاطين من ديسمبر 1996م.
9. 	عضو وفد الحكومة الفدرالية لمؤتمر منظمة الدول الإسلامية - طهران 1997م.
10. 	عضو في وفد الحكومة الفدرالية الممثل لرئيس الدولة للدول التالية ليبيا - إيران - باكستان، مارس 1998م.

## الأوسمة وشهادات التقدير التي حصل عليها
حصل الشيخ على عدد من الأوسمة وشهادات التقدير في مناسبات مختلفة ومنها ما يلى:
1. 	وسام الجمهورية في العلوم والفنون جمهورية مصر العربية 1993م.
2. 	شهادة تقديرية من الاتحاد الوطني لطلاب ولاية برنو 1985م.
3. 	شهادة تقديرية من اتحاد طلاب كلية الشريعة والقانون 1995م.
4. 	شهادة تقديرية من طلاب كلية القانون، جامعة ميدوغرى 1995م.
5. 	شهادة تقديرية من قسم الإسعاف التابع لجماعة نصر الإسلام 1996م.
6. 	شهادة تقديرية من منظمة فتيان الإسلام 1994م.
7. 	شهادة ووسام خدمة الدعوة إسلامية من مجمع أبو النور الإسلامي ومجلس الإفتاء الأعلى بالجمهورية العربية السورية 1997م.
8. ميدالية الإمام أبو العزائم القاهرة 1998م
9. 	وسام درع الدعوة من جمعية الدعوة الإسلامية العالمية بليبيا 17/3/1998م.
10. 	وسام الريادة من الدرجة الأولى في خدمة الدعوة الإسلامية، مقدم من الأخ العقيد معمر القذافى قائد الثورة الليبية، سبتمبر 1998م.

## مشاركاته في المؤتمرات والندوات
كذلك عدد كبير من الندوات واللقاءات في وسائل الإعلام المختلفة منها:-
1- مؤتمر الإفتاء - أنجمينا - تشاد 1974م
2- ورشة عمل حول تاريخ برنو – جامعة أحمد بللو- زاريا- نيجيريا 1977م
3- تاريخ البرنو والسنونغاي – جامعة أحمد بللو - زاريا- نيجيريا 1977م
4- مؤتمر وزراء خارجية الدول الإسلامية. فاس -المغرب 1978م
5- مؤتمر علماء المغرب. وجده -المغرب 1979م
6- ندوة الإسراء والمعراج. عمان –الأُردن 1979م
7- ندوة الإمام مالك. فاس - المغرب 1980م
8- مؤتمر الزكاة – جامعة بايرو - كانو – نيجيريا 1983م
9- ندوة الخلافة الإسلامية. العيون -المغرب 1985 م
10- ندوة التصوف الإسلامي. فاس - المغرب 1985م
11- الأُسبوع الثقافي [للشيخ عبد الله نياس] داكار - السنغال 1986م
12- مؤتمر المسترشدين والمسترشدات. داكار –السنغال 1986م
13- ندوة حول التصوف.المركز الثقافي السوداني - أبوظبي 1986م
14- محاضرة :الإسلام في أفريقيا – المركز الإفريقي- الشارقة 1986م
15- محاضرة: المدُّ الكنسي في أفريقيا – المركز الثقافي – دبي 1986م
16- مؤتمر الاقتصاد الإسلامي – جامعة أحمد بللو، زاريا – نيجيريا 1986م
17- محاضرة: الإسلام والمسلمين - بداجري لاغوس – نيجيريا 1987م
18- مؤتمر الوحدة الإسلامية. إسلام باد – باكستان 1988م
19- مؤتمر القيادة الشعبية الإسلامية العالمية طرابلس - ليبيا 1989م
20- مؤتمر الإسلام في أفريقيا أبوجا – نيجيريا 1989م
21- مؤتمر أزمــة الخليج مكة المكرمة – السعودية 1990م
22- مؤتمر الصحوة الإسلامية كازبلانكا – المغرب 1990م
23- مؤتمـر أزمة الخلــيج وأثــرها على العالـم الإسلامــي ميــدغــري - نيجيريا 1991م
24-	محاضرة:وحدة الأُمة الإسلامية، جامع الملك فيصل، أنجمينا- تشاد 1992م
25-	مؤتمر الشريعة الإسلامية، جامعة ميدغري. ميدغري – نيجيريا 1990م
26- مؤتمر الإسلام والعطاء الحضاري الإسكندرية – مصر 1993م
27- ندوة الصحوة الإسلامية كازبلانكا – المغرب 1994م
28- مؤتمر رمضان والصحة كازبلانكا – المغرب 1994م
29-	مؤتمر القيادة الشعبية الإسلامية قبرص 1995م
30- مؤتمر حوار الأديان الخرطوم – السودان 1994م
31- محاضـرة: الحصار على ليبيا - جمعية الدعوة الإسلاميـة العالمية طرابلس – ليبــيا 1995م
32- ملتقى التصوف الإسلامي مصراة – ليبيا 1995م
33-	المؤتمر الطارئ للقيادة الشعبية الإسلامية العالمية، بنغازي – ليبيا 1996م
34- مؤتمـر التصوف ودوره فــي حمايــة مقـومات الأُمـة الإسلامية، باكو - أذربجان 1996م
35- مؤتمر شئون الحج في نيجيريا كدونا – نيجيريا 1996م
36- مؤتمر منظمة العالم الإسلامي طهران – إيران 1997م
37- مؤتمر كولـمبـو كولمبو - سيرلانكا 1997م
38- محاضرة:الصحوة الإسلامية، جامعة القرآن، أم درمان – السودان 199 م
39- محاضرة «أسباب ضعف الإسـلام في القـرن العشـرين» كدونا- نيجيريـا بلغة الهوسا في مسجد واف رود 1996م
40- محاضـرة :النظام العالمي الجديـد وأثـره على الأمة الإسلامية، كلية أمين كانو للشريعة والقانون والدراسات الإسلامية. كانو – نيجيريا 1996م
41- محاضرة علم الحديث في تاريخ الإسلام. بلغة الهوسا – كليـة أمين كانو للشريعة والدراسات الإسلامية. كانو – نيجيريا 1996م
42- محاضرة بمسجد عمر مكرم القاهرة – مصر 1995م
43- محاضرة بمسجد الطريقة العزمية القاهرة - مصر 1996م
44-	محاضرة في المجمع الإسلامي بالصحافة السودان 1999م
45- اِستضاف وترأس الملتقى الصوفي العالمي. ميدغري – نيجيريا 1997م
46- المؤتمر العام العاشر للمجلس الأعلى للشئون الإسلامية.مصر- القاهرة
47-	المؤتمر العام الحادي عشر للمجلس الأعلى للشئون الإسلامية.مصر- القاهرة -شارك في كثير من أنشطة مؤسسة محمد السادس للعلماء الأفارقة الرسمية والعلمية.

## الندوات التلفزيونية التي شارك فيها
1. 	ندوة مع التلفزيون الليبى بعنوان دخول الإسلام في غرب أفريقيا، عام 1986م
2. 	ندوة مع تلفزيون إمارة أبوظبي بعنوان الزكاة في الإسلام عام 1986م
3. 	ندوة مع التلفزيون السودانى حول الصحوة الإسلامية، عام 1990م